# Literature Translation Institute of Korea

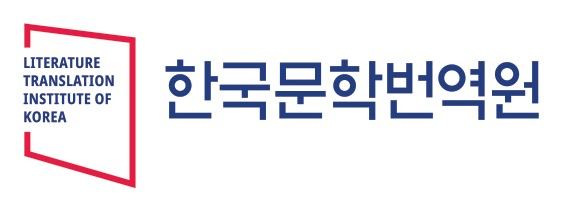

Das Literature Translation Institute of Korea (kurz LTI Korea) ist ein 2001 von der südkoreanischen Regierung gegründetes Institut, um Übersetzungen koreanischer Literatur in andere Sprachen zu fördern. Es hat seinen Sitz im Seouler Stadtteil Gangnam.
Zur Gründung des LTI Korea wurden 2001 der Korean Literature Translation Fund und der Korea Arts & Culture Service zu einer Organisation zusammengelegt.
Online betreibt das LTI Korea eine Bibliothek, die Informationen zu Büchern, die in andere Sprachen übersetzt wurden, bereitstellt. Jedes Quartal wird zudem eine Ausgabe des Magazins Korean Literature Now herausgegeben. Darin finden sich Informationen zu neuen Übersetzungen, Buchauszüge, Anmerkungen, Interviews und Berichte über Veröffentlichungen.